# 멜빈 로렌즌

멜빈 로렌즌(영어: Melvyn Lorenzen, 1995년 11월 26일 ~ )는 우간다의 축구 선수이며 독일 시민권도 가지고 있다. 현재 소속팀은 BG 빠툼 유나이티드이고, 스트라이커 포지션에서 주로 활약하지만 윙어 포지션도 가끔 소화한다. 그의 아버지는 우간다인, 어머니는 독일인이다.

## 클럽 경력
런던에서 태어난 로렌즌은 5세때 독일로 들어와 2001년부터 독일의 클럽들에서 축구선수 생활을 시작했다. 그러다 2013년 여름 베르더 브레멘II 팀으로 이적했고, 그해 10월 5일 VfB 슈투트가르트와의 경기에서 엘제로 엘리아와 88분 교체되어 들어가며 분데스리가 데뷔 경기를 치렀다. 이후 2014년 12월 13일 하노버 96과의 경기에서 분데스리가 첫 골을 기록했다.

## 국가대표 경력
로렌즌은 2016년 아버지의 국가인 우간다 국적을 택했고, 우간다 축구 국가대표팀에 소집되어 5월 31일 짐바브웨와의 경기에서 국가데표 데뷔를 했다.